# Esqui cross-country nos Jogos Paralímpicos de Inverno de 2018 - 12 km feminino
A prova de 12 km clássico feminino do esqui cross-country nos Jogos Paralímpicos de Inverno de 2018 foi disputada no Centro de Biatlo Alpensia, em Daegwallyeong-myeon, Pyeongchang, em 11 de março. A prova de 12 km ocorreu apenas para atletas que competem sentadas.

## Medalhistas
| Ouro   | USA Kendall Gretsch |
| Prata  | GER Andrea Eskau    |
| Bronze | USA Oksana Masters  |

## Resultados
| Pos. | Bib | Atleta                   | Tempo real | Tempo calculado | Diferença |
| ---- | --- | ------------------------ | ---------- | --------------- | --------- |
| 01 ! | 40  | USA Kendall Gretsch      | 39:51.6    | 38:15.9         | —         |
| 02 ! | 48  | GER Andrea Eskau         | 41:16.9    | 38:48.3         | +32.4     |
| 03 ! | 49  | USA Oksana Masters       | 39:04.9    | 39:04.9         | +49.0     |
| 4    | 47  | NPA Marta Zaynullina     | 39:09.0    | 39:09.0         | +53.1     |
| 5    | 43  | NPA Nadezhda Fedorova    | 39:46.5    | 39:46.5         | +1:30.6   |
| 6    | 45  | NPA Irina Gulyayeva      | 40:20.6    | 40:20.6         | +2:04.7   |
| 7    | 42  | NPA Maria Iovleva        | 40:54.7    | 40:54.7         | +2:38.8   |
| 8    | 39  | CHN Jin Yawei            | 48:42.5    | 41:53.4         | +3:37.5   |
| 9    | 41  | CHN Chu Beibei           | 42:26.7    | 42:26.7         | +4:10.8   |
| 10   | 44  | BLR Liudmila Vauchok     | 45:25.1    | 42:41.6         | +4:25.7   |
| 11   | 37  | BLR Valiantsina Shyts    | 48:07.4    | 43:18.7         | +5:02.8   |
| 12   | 34  | KOR Seo Vo-ra-mi         | 50:30.5    | 45:27.5         | +7:11.6   |
| 13   | 33  | KOR Lee Do-yeon          | 45:49.6    | 45:49.6         | +7:33.7   |
| 13   | 35  | CHN Nan Yuyu             | 48:45.1    | 45:49.6         | +7:33.7   |
| 15   | 36  | BRA Aline Rocha          | 49:19.9    | 46:22.3         | +8:06.4   |
| 16   | 38  | NPA Akzhana Abdikarimova | 51:36.4    | 46:26.8         | +8:10.9   |
| 17   | 32  | KAZ Zhanyl Baltabayeva   | 48:51.9    | 48:51.9         | +10:36.0  |
| 18   | 31  | CAN Cindy Ouellet        | 51:28.2    | 49:24.7         | +11:08.8  |
| —    | 46  | NOR Birgit Skarstein     | DNF        | DNF             | DNF       |

Legenda
| Recorde mundial      | Recorde mundial (World record)               |                       | Recorde africano                      | Recorde africano (African) |                                           | Q | Classificado por posição (Qualified) |
| Recorde paralímpico  | Recorde paralímpico (Paralympic record)      | Recorde da América    | Recorde da América (Americas)         | q                          | Classificado por melhor tempo (Qualified) |   |                                      |
| Melhor marca do ano  | Melhor marca do ano (World leading)          | Recorde asiático      | Recorde asiático (Asian)              | DNS                        | Não largou (Did not start)                |   |                                      |
| Recorde nacional     | Recorde nacional (National record)           | Recorde europeu       | Recorde europeu (European)            | DNF                        | Não terminou (Did not finish)             |   |                                      |
| Recorde pessoal      | Recorde pessoal do atleta (Personal best)    | Recorde da Oceania    | Recorde da Oceania (Oceania)          | DSQ / DQ                   | Desclassificado (Disqualified)            |   |                                      |
| Recorde da temporada | Recorde da temporada do atleta (Season best) | Recorde sul-americano | Recorde sul-americano (South America) | NM                         | Sem marca (No mark)                       |   |                                      |

### Esqui cross-country
| Penalizado com cartão amarelo | Penalizado com o cartão amarelo (Yellow card)                                           |  |  |  |
| LL                            | Classificado por tempo (Lucky loser)                                                    |  |  |  |
| PF                            | Vencedor definido por photo finish (Photo finish)                                       |  |  |  |
| LAP                           | Ultrapassado pelo líder (Lapped)                                                        |  |  |  |
| DQB                           | Desclassificado por conduta antidesportiva (Disqualified for unsportsmanlike behaviour) |  |  |  |
| RAL                           | Ranqueado como último (Ranked as last)                                                  |  |  |  |